# Sloup (skalní hrad)
Sloup (v 18. století zmiňovaný jako Alt Birgstein/Bürgstein) je zaniklý skalní hrad na jihozápadním okraji obce Sloup v Čechách v okrese Česká Lípa v Libereckém kraji. Pozůstatky hradu a mladší úpravy místa z doby baroka jsou chráněné jako kulturní památka.
Z vlastního hradu zůstaly do dnešních dnů zachovány jen zbytky některých prostor a budov, kdysi vytesaných do skály. Převážnou část prohlídkového areálu představují bývalé poustevny, skalní kostel, ambit, kaple, terasy a další objekty, které zde byly uměle vytvořeny v době baroka. Na toto období se odvolávalo i pozdější pojmenování skály Poustevnický kámen (Einsiedlerstein).

## Historie

### Pravěk
Skalní blok byl osídlen už v pravěku. Dokládají to starší archeologické nálezy z prostoru hradu, ale zejména z mocné splachové vrstvy na úpatí skály. Nalezené zlomky keramiky pocházejí z eneolitu, kdy zde žili příslušníci kultury kulovitých amfor, z období lužické kultury a z doby laténské, přičemž poslední z nich pravděpodobně patřily nekeltské kobyliské skupině. Je možné, že v některém z pravěkých období na skále stávalo hradiště.

### Středověk
Samotný hrad postavili pravděpodobně na počátku 14. století Ronovci a jeho prvním doloženým majitelem byl Čeněk z Lipé. Po roce 1330 hrad koupili jejich příbuzní Berkové z Dubé. Ke konci období husitských válek (uvádí se rok 1427) se na hradě usídlil loupeživý rytíř Mikeš (či Mikuláš) Pancíř ze Smojna. Pod ochranou pánů z Vartenberka i odtud podnikal loupeživé výpravy do Lužice. V roce 1444 odvetná výprava vojska z Lužice znamenala obléhání hradu, nicméně dobyt nebyl. O rok později další výprava hrad znovu oblehla, obránce nechala vyhladovět a nakonec jej vypálila. Mikeš sice Lužičanům slíbil, že hrad neobnoví, avšak jakmile vojska odešla, během tří let hrad obnovil a ve svých loupeživých výpravách po okolí pokračoval. Roku 1455 jej předal svým synům. Na počátku roku 1471 jej koupili znovu Berkové z Dubé. Během třicetileté války, roku 1639, byl zničen švédskými vojsky vedenými generálem Johanem Banérem a pak již obnoven nikdy nebyl.

## Poustevna

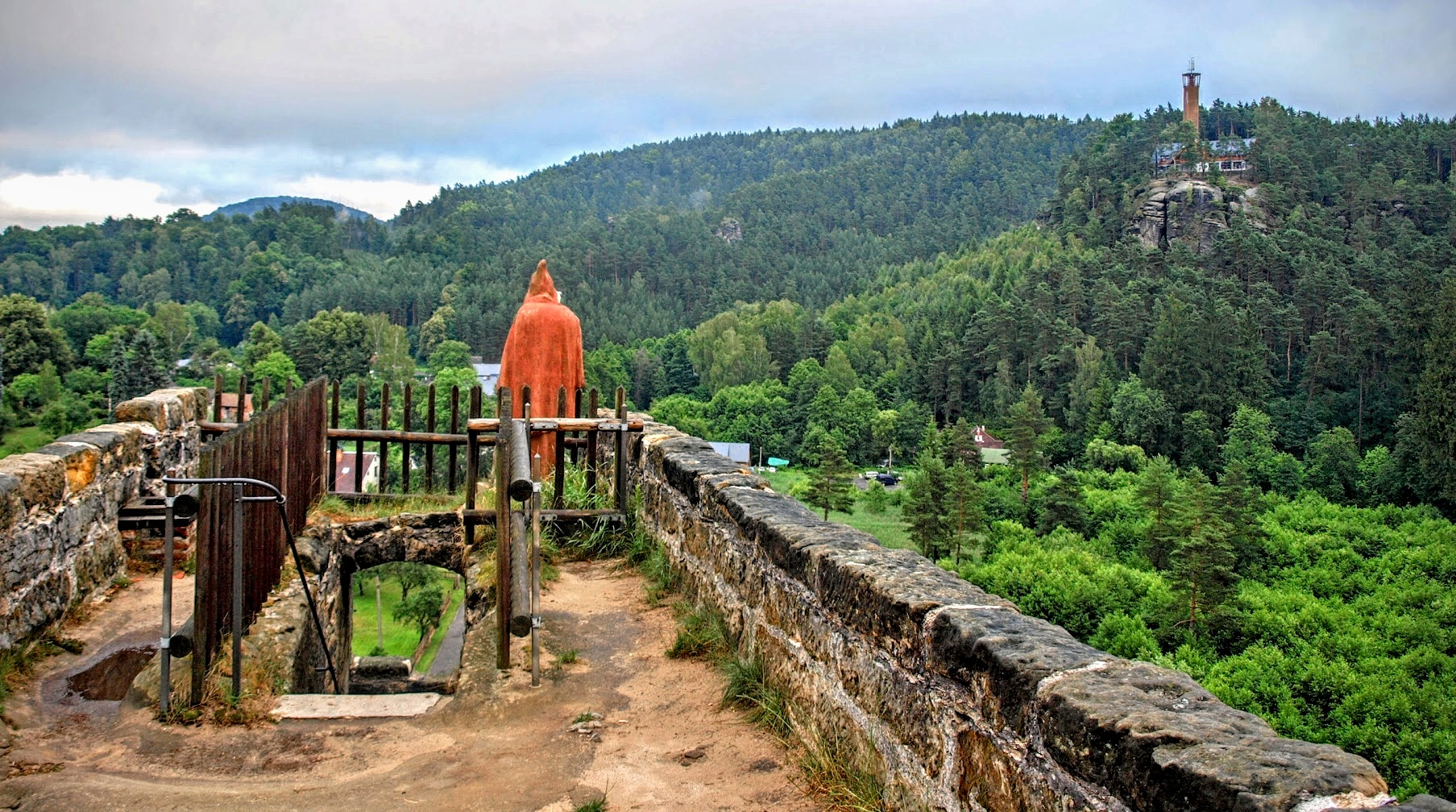
Poustevník na vyhlídce

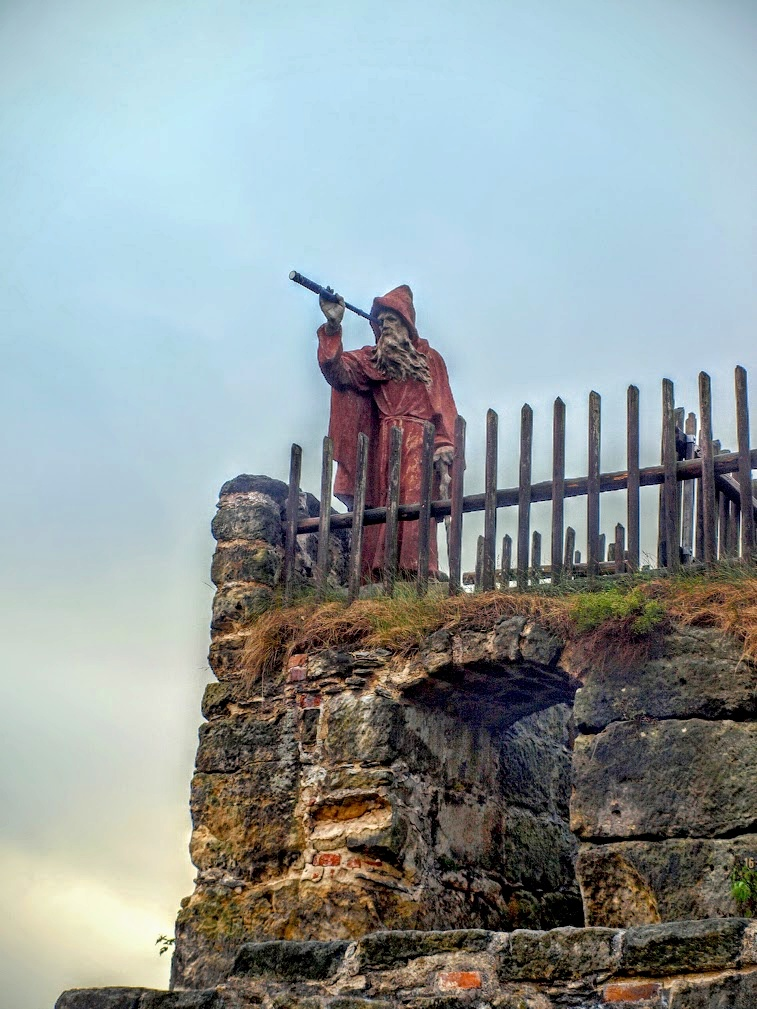
Socha poustevníka na ochozu skály. Poustevník Samuel Görner, místní výrobce brýlí a optických čoček, se roku 1735 usadil na zdejším hradě v poustevně zřízené hrabětem Ferdinandem Hroznatou Kokořovcem z Kokořova z iniciativy emauzského opata Benedikta Pennalosy.

V roce 1679 Sloupské panství včetně skály se zbytky hradu získal hrabě Ferdinand Hroznata z Kokořova a skalní suk věnoval poustevníkům. Postupně se jich tu vystřídalo šest. Prvním byl stavitel Konstantin, který se podílel na návrhu přestavby hradní skály. Dalším poustevníkem byl malíř Václav Rincholín, autor slunečních hodin na skále. Po smrti Ferdinanda Hroznaty roku 1708 byly další stavební práce zastaveny, v té době zde byl poustevníkem Václav. Vnitřní zařízení kaple bylo přeneseno do nového kostela svaté Kateřiny v obci. Novým vlastníkem Sloupu se stal Štěpán Vilém Oldřich, i on pokračoval v úpravách skály, nechal vysekat terasy na jižní a východní straně skály. V roce 1780 panství převzal Filip Josef Kinský. V roce 1785 byla i zdejší poustevna úředně zrušena císařským výnosem Josefa II. v rámci josefinských reforem. Postevníci zde žili 102 let. Hrabě Kinský ji pak upravil na výletní místo pro své hosty, přenesl hlavní vchod na jihovýchodní stranu a nechal upravit malý parčík. Mezi návštěvníky jsou zaznamenána jména arcivévodů Františka Karla a Štěpána Habsbursko-Lotrinského, saského krále Fridricha Augusta, roku 1847 zde byl i se svými bratry budoucí císař František Josef I.
Rod Kinských zde zůstal až do roku 1940, po smrti Augusta Františka Kinského poustevnu i obec převzal šlechtic Vilém Emanuel Preysing. V roce 1945 mu byl majetek zkonfiskován a skála zůstala opuštěná. Roku 1953 byl skalní objekt prohlášen kulturní památkou.

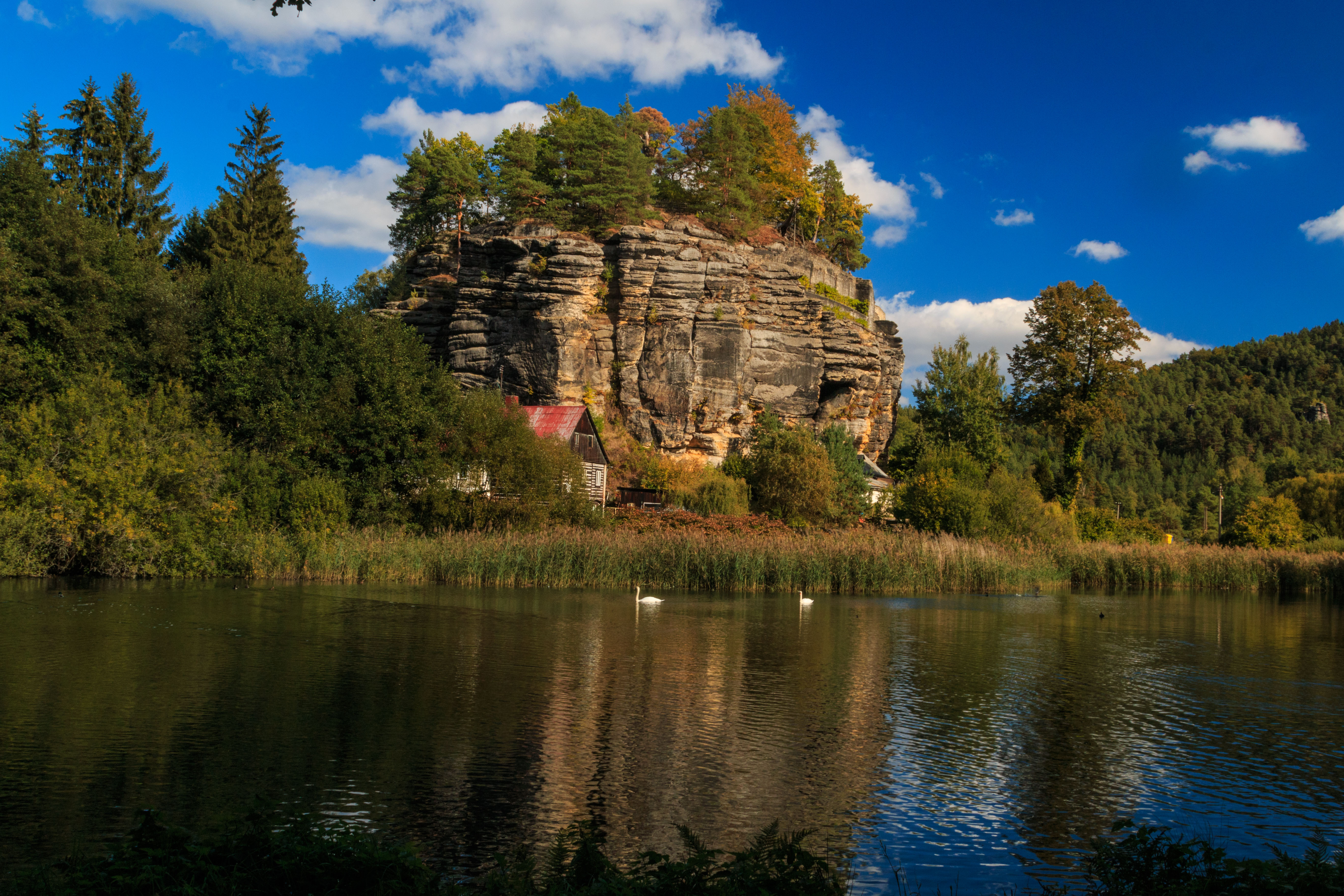
Pohled na skálu od Hradního rybníka

Kastelánem a současně i nájemcem objektu je od roku 1998 Ivan Volman, který jako správce na Sloupu působí již od poloviny roku 1977.

### Sesuv skály
V polovině září 2013 se v důsledku eroze zřítila část ochozu pod sochou poustevníka v jihovýchodním rohu hradní skály. Oprava byla provedena na jaře roku 2014 specializovanou firmou z Chomutova.

## Stavební podoba

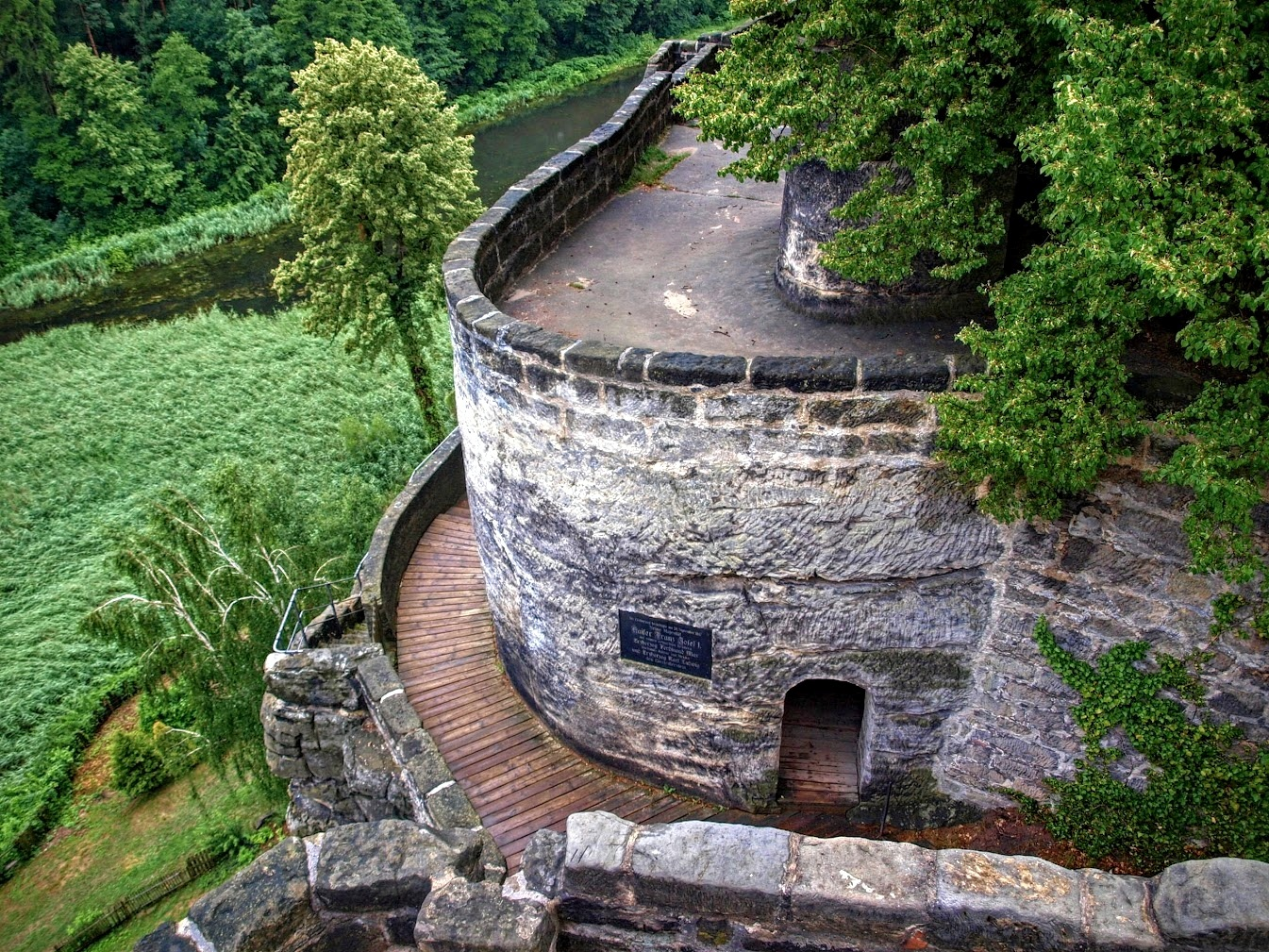
Ochoz u pousteven

Rozloha a uspořádání původního hradu nejsou přesně známy, neboť jeho objekty byly z větší části dřevěné a časem zanikly. Zachován je přístup na skálu, několik místností na vrcholu skály, hladomorna (či zásobnice na obilí nebo cisterna) a některé prostory vytvořené uvnitř skály. Zajímavé jsou poustevnické cely, křížová chodba, podzemní kaple z roku 1693, tři umělé jeskyně (grotty), na ochozu je zdáli viditelná socha poustevníka s dalekohledem v ruce, zdejšího rodáka Samuela Görnera, který dříve obýval nedalekou Samuelovu jeskyni. Jedná se o již druhou repliku původní dřevěné sochy rozstřílenou Prusy v roce 1866. V grottách bývaly plastiky z let 1719–1726, které sem nechal umístit Karel Kinský.
Z horních partií hradu je pěkný výhled na obce Sloup i Janov, město Nový Bor a panorama Lužických hor.

## Přístup
Příjezd ke hradu je možný po silnici č. 268, vedoucí ze Zákup do Nového Boru. Od odbočky ze silnice I/9 u pošty v Pihelu na tuto komunikaci v lokalitě „U 7 trpaslíků“ navazuje místní silnice. Dále kolem hradu vede cyklotrasa i dvě turistické trasy: červená mezinárodní E10 a modrá trasa z České Lípy do Cvikova. Od novoborského náměstí je hrad ve Sloupu pro pěší turisty, jdoucí po červené značce, vzdálen asi 3,5 km, od železniční stanice Nový Bor na trati 080 pak zhruba 4 km. Nejblíže ke hradu je autobusová zastávka Nový Bor, Bukovany, 7 trpaslíků autobusových linek Česká Lípa – Nový Bor (přes Sloup), Česká Lípa – Cvikov a Nový Bor – Zákupy. Další autobusová zastávka je v centru obce poblíž kostela sv. Kateřiny a zámku. Vstup do hradu je zpoplatněn. Návštěvnická sezóna je od dubna do října, mimo sezónu je vstup možný na základě objednání u správce hradu.
| Rok  | Počet návštěvníků |
| ---- | ----------------- |
| 2015 | 38 309            |
| 2016 | 42 674            |
| 2017 | 45 786            |
| 2018 | 44 508            |

## Kultura
Romantické kulisy skalního hradu a pousteven byly využity při natáčení řady filmů. Objevily se například v pohádkách Anička s lískovými oříšky (1993) nebo S čerty nejsou žerty (1984), v níž si hradní dvouramenné barokní schodiště ve skalní průrvě zahrálo roli brány do pekla. Skalnímu hradu Sloup byl věnován též jeden díl z cyklu České televize Historické minipříběhy a kuriozity. V červenci roku 2013 probíhalo na hradě celý týden natáčení některých epizod dvoudílného německého historického-dobrodružného filmu Die Pilgerin (Poutnice). Každoročně se během prázdninových měsíců o sobotních večerech v prostorách hradu konají tradiční Koncerty při svíčkách.